# 김용익 (유도 선수)
김용익(1947년 5월 17일~)은 조선민주주의인민공화국의 유도 선수이다. 1972년 하계 올림픽에 참가해 동메달을 획득했다.